# Ouargla (provincie)
Ouargla is een provincie (wilaya) van Algerije. De hoofdstad van de provincie is Ouargla. De provincie heeft een oppervlakte van 211.980 km² en een inwoneraantal van 558.558 (2008). De bevolkingsdichtheid in de provincie is 2,6 inwoners per km².

## Bestuurlijke indeling
De provincie bestaat uit 10 districten en 21 gemeentes. De districten zijn:
- Touggourt
- Témacine
- Mégarine
- El Hadjira
- Taïbet
- Sidi Khouiled
- Zowel district als gemeente: Ouargla, Hassi Messaoud, El Borma, N'Goussa

Adrar ·
Aïn Defla ·
Aïn Témouchent ·
Algiers ·
Annaba ·
Batna ·
Béchar ·
Béjaïa ·
Biskra ·
Blida ·
Bordj Bou Arréridj ·
Bouira ·
Boumerdès ·
Chlef ·
Constantine ·
Djelfa ·
El Bayadh ·
El Oued ·
El Tarf ·
Ghardaïa ·
Guelma ·
Illizi ·
Jijel ·
Khenchela ·
Laghouat ·
Médéa ·
Mila ·
Mostaganem ·
M'Sila ·
Mascara ·
Naama ·
Oran ·
Ouargla ·
Oum el-Bouaghi ·
Relizane ·
Saïda ·
Sétif ·
Sidi-bel-Abbès ·
Skikda ·
Souk Ahras ·
Tamanrasset ·
Tébessa ·
Tiaret ·
Tindouf ·
Tipaza ·
Tissemsilt ·
Tizi Ouzou ·
Tlemcen